# 岡山県道83号飯井宿線
岡山県道83号飯井宿線（おかやまけんどう83ごう いいしゅくせん）は、岡山県瀬戸内市から岡山市東区に至る県道（主要地方道）である。

## 概要
岡山県瀬戸内市長船町飯井と岡山市東区古都宿（こずしゅく）の国道250号交点を結ぶ。

### 路線データ
- 起点：岡山県瀬戸内市長船町飯井（飯井交差点、岡山県道39号備前牛窓線交点）
- 終点：岡山県岡山市東区古都宿（岡山市東区古都宿交差点、国道250号交点）

## 歴史
- 1993年（平成5年）5月11日 - 建設省から、県道飯井宿線が飯井宿線として主要地方道に指定される[1]。

## 路線状況

### 道路施設

#### 橋梁
- 邑上（ゆうじょう）橋（吉井川、瀬戸内市 - 岡山市東区）
- 秋芳橋（秋芳川、岡山市東区）
- 高下橋（砂川、岡山市東区）
- 堂本橋（岡山市東区）
- 南方橋（庄内川、岡山市東区）

## 地理

### 通過する自治体
- 瀬戸内市
- 岡山市（東区）

### 交差する道路
| 交差する道路              | 市町村名 | 市町村名 | 交差する場所         | 交差する場所                     |
| ------------------------- | -------- | -------- | -------------------- | -------------------------------- |
| 岡山県道39号備前牛窓線    | 瀬戸内市 | 瀬戸内市 | 長船町飯井（いい）   | 飯井交差点 / 起点                |
| 岡山県道381号牛文香登本線 | 瀬戸内市 | 瀬戸内市 | 長船町牛文           |                                  |
| 岡山県道264号福里八日市線 | 瀬戸内市 | 瀬戸内市 | 長船町福里           | 国府小学校前交差点               |
| 岡山県道69号西大寺備前線  | 瀬戸内市 | 瀬戸内市 | 長船町土師（はじ）   |                                  |
| 岡山県道464号服部射越線   | 瀬戸内市 | 瀬戸内市 | 長船町福岡           | 邑上橋（ゆうじょうばし）東交差点 |
| 国道2号 / 岡山バイパス    | 岡山市   | 東区     | 竹原（たけわら）     |                                  |
| 岡山県道37号西大寺山陽線  | 岡山市   | 東区     | 竹原                 | 竹原交差点                       |
| 国道250号                 | 岡山市   | 東区     | 古都宿（こずしゅく） | 岡山市東区古都宿交差点 / 終点    |

### 交差する鉄道
- 赤穂線

### 沿線
- 瀬戸内市立国府小学校
- 備前福岡の市（瀬戸内市長船町福岡）
- JR西日本赤穂線 長船駅
- 瀬戸内市長船支所
- 瀬戸内市保健福祉センターゆめトピア長船（福祉事務所併設）
- 瀬戸内市長船町公民館
- 瀬戸内市消防本部長船分駐所
- JA岡山長船支所
- オハヨー乳業長船工場
- マンネン酢長船工場
- 中国セキスイ
- 上道公園小鳥の森（岡山市東区竹原）